# RCH 155
L'RCH 155 (Remote Controlled Howitzer 155 mm) è un semovente d'artiglieria dal calibro di 155 mm prodotto dall'azienda franco-tedesca KNDS.
Il veicolo trasporta un cannone d'artiglieria con un calibro L52. È un'evoluzione del sistema d'arma del Panzerhaubitze 2000. RCH 155 cerca di integrare l'automazione dell'artiglieria con l'elevata mobilità garantita dall'uso della ruota rispetto al cingolo, aggiungendo un'ottima protezione per l'equipaggio.